# HD 125869
HD 125869，又名CP-52 7195，SAO 241691、HR 5380，是一颗恒星，视星等为6，位于銀經316.64，銀緯7.22，其B1900.0坐标为赤經14h 17m 0s，赤緯-52° 7.22′ 13″。